# This Life (album)
This Life è il nono album in studio del gruppo musicale inglese Take That, pubblicato nel 2023. Prima della data di uscita dell'album sono stati pubblicati i seguenti singoli: Windows, il 22 settembre 2023, Brand new sun il 17 ottobre e This life il 3 novembre. Dopo l'uscita di due altri singoli promozionali non presenti nell'edizione standard ("You and me" il  28 marzo e "All wrapped up" il 26 aprile) è stato indicato per il 25 maggio 2024 la diffusione della versione deluxe dell'album. Questa sarà composta da 2 cd, il primo uguale alla versione standard dell'album uscito a novembre, il secondo contenente i nuovi singoli, altre tracce inedite e vari live.

## Tracce
1. Keep Your Head Up – 3:14
2. Windows – 3:58
3. This Life – 3:48
4. Brand New Sun – 4:28
5. March of the Hopeful – 3:49
6. Days I Hate Myself – 4:01
7. The Champion – 3:37
8. We Got All Day – 3:05
9. Mind Full of Madness – 4:04
10. Time and Time Again – 4:03
11. One More Word – 3:50
12. Where We Are – 4:30

## disco 2 della versione deluxe
1. You and me – 3:34
2. All wrapped up – 4:00
3. The man I am
4. Serenity – 3:51
5. You and me (Acoustic)
6. This life (BBC Live Version)
7. Brand new sun (BBC Live Version)
8. Windows (BBC Live Version)
9. Patience (Live From KOKO)
10. Shine (Live From KOKO)